# 台湾総督府食糧局
台湾総督府食糧局（たいわんそうとくふしょくりょうきょく）は、台湾総督府に置かれた内部部局。米穀移出管理の担当部門である。

## 概要
米穀移出管理を実施するため、殖産局から米穀担当部門を分離し、1939年（昭和14年）7月 、米穀局を設置した。1942年（昭和17年）11月、食糧局と改称。1943年（昭和18年）12月、食糧局は食糧部に改編され農商局の所掌となった。

## 沿革
- 1939年（昭和14年）7月 -  殖産局から米穀局を分離設置。米穀事務所を所掌。
- 1941年（昭和16年） - この年の設置課は、総務課、米政課、業務課の三課。
- 1942年（昭和17年）11月 – 米穀局を食糧局と改称。総務課、米穀課、食糧の三課を置く。
- 1943年（昭和18年）12月 - 殖産局などを改編し、農商局、鉱工局を設置。食糧局を食糧部（経理課、米穀課、食品課、食糧事務所）に改編し農商局の所掌とした。

## 機構
1945年現在。
- 農商局
  - 食糧部 - 庶務課、米穀課、食品課

関連する総督府所属官署として、食糧事務所があった。

## 歴代局長

### 米穀局長
| 氏名               | 在任期間                       | 備考               |
| 台湾総督府米穀局長 | 台湾総督府米穀局長             | 台湾総督府米穀局長 |
| ------------------ | ------------------------------ | ------------------ |
| 田端幸三郎         | 1939年7月1日 - 1939年12月27日  | 兼務               |
| 山本真平           | 1939年12月27日 - 1941年5月14日 |                    |
| 奥田達郎           | 1941年5月14日 - 1942年11月1日  |                    |

### 食糧局長・部長
| 氏名                         | 在任期間                       | 備考               |
| 台湾総督府食糧局長           | 台湾総督府食糧局長             | 台湾総督府食糧局長 |
| ---------------------------- | ------------------------------ | ------------------ |
| 奥田達郎                     | 1942年11月1日 - 1943年3月29日  |                    |
| 中平昌                       | 1943年3月29日 - 1943年12月1日  |                    |
| （台湾総督府農商局）食糧部長 |                                |                    |
| 中平昌                       | 1943年12月1日 - 1944年12月16日 |                    |
| 松野孝一                     | 1944年12月16日 - 1945年8月8日  |                    |
| 須田一二三                   | 1945年8月8日 -                 | 兼務               |